# Bang Na Expressway
13°39′40″N 100°39′50″Ø / 13.66111°N 100.66389°Ø
Bang Na Expressway (fuldt navn: Bang Na – Bang Pli – Bang Pakong Expressway), officielt Burapha Withi Expressway (thai: ทางพิเศษบูรพาวิถี), er en 54 km lang ophøjet motorvej med seks kørebaner i Bangkok, Thailand. Den er en betalingsvej, som er en del af motorvejen Bang Na-Trat og er skiltet som National Highway 34.
Motorvejen er anlagt på en viadukt, som er en bro med mange spænd. Spændene er gennemsnitligt 42 meter lange. Bredden er 27 meter og broen blev færdig i marts 2000.
Den er verdens længste vejbro, men er ekskluderet fra enkelte lister, fordi den for det meste ikke krydser vand, kun en flod og nogen kanaler. 